# バリでの出来事
『バリでの出来事』（バリでのできごと、原題：발리에서 생긴 일）は、2004年にSBSで放送された韓国の連続テレビドラマ。ハ・ジウォン演じる貧しい生い立ちの女、ソ・ジソプ演じる貧しい生い立ちの男、パク・イェジンが演じる裕福な女、チョ・インソンが演じる裕福な男、この4人の若者による恋愛悲劇である。2004年1月3日から3月7日まで毎週土曜と日曜に放送された。全20話。脚本を主にキム・ギホが書き、チェ・ムンソクが演出した。
平均視聴率32%、最高視聴率約40%を記録した。2004年の百想芸術大賞でキム・ギホが脚本賞を受賞し、ハ・ジウォンとチョ・インソンが最優秀演技賞を受賞した。
ドラマ全編の動画がSBSの公式ウェブサイトで無料で公開されている。

## 登場人物

### 主要人物
SBSの公式ウェブサイトに掲載されている企画意図では、スジョンは「あくせくする欲望の化身」、イヌクは「傷ついた男」、ヨンジュは「昔の恋の影を忘れられない女」、ジェミンは「惰弱な魂の持ち主」と設定されている。
イ・スジョン〈25歳〉
演 - ハ・ジウォン
幼少時に両親を亡くしている。貧しい生い立ち。
カン・イヌク〈29歳〉
演 - ソ・ジソプ
ヨンジュと交際したが別れている。貧しい生い立ち。
チェ・ヨンジュ
演 - パク・イェジン
資産家の娘。イヌクと別れたが忘れられない。
チョン・ジェミン〈27歳〉
演 - チョ・インソン
資産家の息子。ヨンジュの婚約者。

### ジェミンの関連人物
ジェミンの母
演 - キム・スミ
チョン・イルミン
演 - キム・イルウ
ジェミンの兄。専務。
ジェミンの秘書
演 - キム・スヌク

### その他の人物
パン・ミニ
演 - シニ
スジョンの親友。
スジョンの兄
演 - キム・ヒョンボム
チンピラ。
チョ・ソンベ
演 - キム・ハギュン
バリの観光ガイド会社の社長。スジョンの上司。
ヨンジュの母
演 - キム・ヘオク
イヌクの母
演 - イ・ミヨン

## あらすじ
スジョンはバリで旅行者の観光ガイドをしている。スジョンは幼い時に両親を亡くし、唯一の肉親である兄はチンピラで問題ばかり起こしていてスジョンの負担になっている。スジョンはこの境遇から救い出しくれる裕福な男の出現を望んでいる。
ジェミンは企業グループパックスの会長の末子で裕福な身の上である。ジェミンはビジネスに興味がなく、無責任で傲慢かつ子供っぽく自己中心的な遊び人である。ジェミンは常に兄と比較され、事あるごとに父に打擲（ちょうちゃく）されているが、そんな扱いに慣れてしまっている。ジェミンはヨンジュと婚約している。ヨンジュはジェミンの一家よりさらに裕福な一家の出身であるが、二人は互いに相手の事を愛していない。ジェミンは結婚しても互いの生活に何の影響もないと考えている。
ヨンジュは両家によってお膳立てされたジェミンとの婚約のために恋人イヌクと分かれたのだが、イヌクの事をまだ愛している。イヌクは貧しい生い立ちの青年である。イヌクの両親は離婚していて、母は小さな食堂を営んでいる。イヌクは仕事が出来る男だが、常に人を寄せ付けないような態度をとる何を考えているか分からないような人間である。
ヨンジュはイヌクの勤務地であるインドネシアに行き、二人の事をだれも知らない土地で過ごすことを提案する。二人がバリに向かうと、空港にはヨンジュを追跡してきたジェミンが現れる。ヨンジュはジェミンに対してイヌクのことを同級生だったと取り繕う。ジェミンの提案で3人はバリ観光に出かける。スジョンがバリで旅行ガイドとして3人の前に現れる。
ジェミンはイヌクがジェミン一家の会社のインドネシア工場に勤務していることを知り、イヌクとヨンジュの関係をさとる。ヨンジュは泥酔したジェミンを残して帰途につく。残されたジェミンが裕福なことを知ったスジョンはジェミンのさそいに応じて身をまかせようとするが、ジェミンはスジョンに金を与えただけで追い返す。イヌクはヨンジュがジェミンに侮辱されたことを知る。
イヌクはソウル本社に転勤になり、金を持ち逃げされた上司を追いかけてソウルに戻る途中のスジョンと機上で再会する。ジェミンの兄の指図でイヌクがジェミンの部下になる。スジョンは親友ミニの粗末な部屋の居候になる。
スジョンはジェミンをあてにして就職しようとする。ジェミンはスジョンを忘れていて、会社に来たスジョン追い返したあと、来たのはバリのガイドだったと気づく。イヌクはミニの隣部屋に多少の蔵書と共に引っ越して来る。兄の借金のために路上でナイトクラブの呼び込みをさせられていたスジョンの前にジェミンとミニに連れられて来たイヌクが現れ、店の用心棒を交えて一騒動になる。ジェミンはスジョンに興味をおぼえて接近しようとするが、スジョンは相手にしない。スジョンはイヌクに逆境を打ち明け、裕福な男との結婚の夢を打ち明ける。ナイトクラブでホステスをさせられたスジョンは耐えられずにジェミンを訪ねる。一方、ジェミンとヨンジュは婚約を解消する。
屈辱に涙を流しながらジェミンから3000万ウォンを借りたスジョンは全額を兄の借金返済にあて、あちこち働き口を求めるものの断られ続ける。ミニのかわりにカラオケ店で働いたスジョンはミニとイヌクと一緒にカラオケ店に行って飲んで歌って、イヌクと徐々に親しくなる。掘立て小屋のような住みかに戻って来た3人の姿を、我知らずスジョンへの思いを募らせてやって来たジェミンが車中から目撃する。
スジョンはジェミンの指示によってパックス・グループの臨時職員に採用される。ジェミンはスジョンと親しくなろうとするが、うまくいかない。ジェミンの兄は弟ジェミンをいずれは会社から排除しようともくろみ、イヌクに目をかける。資産家同士であるジェミンとヨンジュの婚約で、結果的に恋人ヨンジュとの仲を裂かれているイヌクはジェミンの兄の誘いに応じる。イヌクとヨンジュが恋人関係だったことを知ったジェミンの母がヨンジュを脅して、いったんは解消されたジェミンとの婚約を続けさせる。
スジョンがイヌクに誘われてイヌクの母の食堂で食事をして帰って来ると、家の前に兄がいて、バリ島で金を持ち逃げした元上司チョ・ソンベがジェミンを会社に訪ねたことを聞く。スジョンはその足でジェミンを訪ねる。朝出社してコーヒーを一緒に飲んだイヌクがスジョンに何気なくグラムシの著作の引用らしきものをつぶやき、その階級社会観をほのめかす。その夜、グラムシとは何か分からず1日中気になっていたが、イヌクの言おうとすることは分かるし、確かにジェミンの気を引こうとしていたとスジョンが話すと、よく眠れるとイヌクが冗談を言ってグラムシの『獄中ノート』をスジョンに貸し与える。
スジョンはイヌクと映画を見に行ったりして親密になる。スジョンと会社で一晩一緒に過ごす羽目になったジェミンはスジョンにますます惹かれる。ヨンジュはジェミンとの結婚の準備をすすめながらイヌクに愛人になれと言って、はっきり断られる。
ジェミンはスジョンに執着する。スジョンはヨンジュに身の程を知れと侮辱され、さらにジェミンの母にも同様に侮辱され、ジェミン一家の会社を解雇される。心配するイヌクをスジョンは冷たく拒否し、グラムシの本をイヌクに返す。
ジェミンがスジョンに携帯電話を買い与える。イヌクも買ったのだが渡せない。男二人に相手にされないヨンジュは酔いつぶれる。会長である父にジェミンは流通部門をまかせると言われる。
ジェミンのさそいに応じてスジョンがホテルの部屋について行くが、スジョンは思い直して部屋を出る。すると酔いつぶれたヨンジュを介抱して別の部屋から出て来たイヌクと出くわすが、二人は言葉を交わさず一人残されたスジョンは嗚咽する。スジョンはヨンジュの提案に応じてヨンジュとジェミンの母が経営する画廊に就職する。侮辱した相手の下で自尊心を捨てて働くスジョンに対してジェミンは耐えられない。
ジェミンはヨンジュに結婚しないと言い渡すが、ヨンジュは応じない。イヌクが平社員から代理に昇進する。ジェミンにやめるように言われてもスジョンは画廊を辞めない。
スジョンは貧苦を脱するために決意し、ジェミンが用意した部屋に引っ越す。ヨンジュやヨンジュの母やイヌクがスジョンがジェミンに囲われていることを知る。娘の許婚者ジェミンの愛人の存在を知ったヨンジュの母は画廊に来てスジョンに暴力をふるう。スジョンは画廊を辞め、ジェミンが用意した部屋からも出る。
スジョンはジェミンの思いを受け入れて部屋に戻る。ジェミンに対してスジョンが本気になったと思ったイヌクはスジョンが居候していた部屋の隣部屋から引っ越す。
スジョンの件が会長の知るところとなり、スジョンに用意した部屋は処分され、ジェミンはスジョンと別れ、ヨンジュと結婚する。周囲から祝福を受けるジェミンは忸怩たる思いで酒におぼれる。イヌクはスジョンに結婚を申し込む。
人にゴミと言われる女はイヌクにふさわしくないと言ってスジョンはプロポーズに応じない。ジェミンはスジョンに慰謝として1億ウォンを無理に渡すが、スジョンはヨンジュを通じて返金する。イヌクはスジョンが働くビリヤードを訪れるようになり、二人の間の壁が氷解していく。
スジョンはプロボーズに応じるか否か迷う。ヨンジュは結婚の失敗を痛切に悟り酒におぼれる。
一方、イヌクが提案した外資導入案件がジェミンの兄である専務を通じて会長に認められ、専務の下でイヌクが着々と事を進める。紹介された見合い相手をないがしろにして専務の不興を買ったりもするが、イヌクは相手と秘密裏に交渉を進める。
会社資金流用と外資投資失敗を当人である兄に指摘して、イヌクを再起不能にすることを条件にジェミンが兄に協力を持ちかける。イヌクは先手を打って辞職する。ジェミンが離婚を明言したために会長の手先に狙われるようになったスジョンはイヌクの誘いに応じて一緒にバリへ行く。専務の資金流用のためのペーパーカンパニーの会社代表として口座の3000万ドルを奪取したイヌクはバリに買ったホテルでスジョンと過ごす。すべてイヌクとスジョンによってしくまれていたという秘書の説明を聞いたジェミンはバリに行き、ベッドの上で体を寄せ合っている二人に銃を向け、イヌクとスジョンに発砲する。スジョンの最期の言葉で愛されていたことを知ったジェミンは浜辺で自分の頭に発砲して倒れる。

## 日本での展開
日本では、地上波のTBSや各地のローカル局、BS-TBS、TBSチャンネル、KNTV、アジアドラマチックTVなどで放送された他、ヤフーが運営する動画配信サービス「GYAO!」でも配信が行われた。また、エスピーオーからDVD-BOX、竹書房から公式ガイドブックが発売された。